# 11669 Pascalscholl
11669 Pascalscholl è un asteroide della fascia principale. Scoperto nel 1997, presenta un'orbita caratterizzata da un semiasse maggiore pari a 2,4415812 UA e da un'eccentricità di 0,0919506, inclinata di 1,28439° rispetto all'eclittica.